# 鱗葉石松
鱗葉石松（学名：Lycopodium sieboldii）为石松科石松屬下的一个种。

## 扩展阅读
- 維基物種上的相關：鱗葉石松